# NGC 4985
NGC 4985 is een lensvormig sterrenstelsel in het sterrenbeeld Jachthonden. Het hemelobject werd op 9 april 1787 ontdekt door de Duits-Britse astronoom William Herschel.

## Synoniemen
- UGC 8218
- MCG 7-27-32
- ZWG 217.12
- NPM1G +41.0317
- PGC 45522